# Ruellia yucatana
Ruellia yucatana är en akantusväxtart som först beskrevs av Emery Clarence Leonard, och fick sitt nu gällande namn av Benjamin Carroll Tharp och F. A. Barkley. Ruellia yucatana ingår i släktet Ruellia och familjen akantusväxter. Inga underarter finns listade i Catalogue of Life.